# Callithrix aurita
Lo uistitì dalle orecchie bianche (Callithrix aurita E. Géoffroy, 1812) è un primate platirrino della famiglia dei Callitricidi.

## Distribuzione
Questo animale è endemico della foresta atlantica del Brasile sud-orientale (stati di Minas Gerais, San Paolo e Rio de Janeiro), ad altitudini superiori ai 500 m: fra gli uistitì, è quello con l'areale più meridionale.
Il nome brasiliano è sagùio

## Descrizione

### Dimensioni
Misura una trentina di centimetri di lunghezza, la metà dei quali spetta alla coda, per un peso di circa 300 g.

### Aspetto
Il pelo è nero, con anelli grigi sulla coda ed a volte macchie bianche sulla fronte: caratteristica distintiva della specie sono due ciuffi di pelo bianco in corrispondenza delle orecchie.

## Biologia
Si tratta di animali diurni ed arborei: formano gruppi di 2-8 individui basati su un'organizzazione piuttosto blanda, poiché i vari esemplari sono liberi di unirsi od allontanarsi a piacimento dal gruppo.

### Alimentazione
Questi animali si nutrono quasi esclusivamente d'insetti: per questo motivo, possiedono incisivi meno sviluppati rispetto a quelli di altre specie del genere Callithrix, nelle quali la dieta comprende una buona quantità di linfa e gommoresina, che essi ottengono utilizzando gli incisivi per incidere la corteccia degli alberi.

### Riproduzione
Si riproduce solitamente una sola volta l'anno: la gestazione dura circa cinque mesi, al termine dei quali vengono dati alla luce due gemelli. A causa della rarità e dell'elusività di questo animale, poco si conosce delle sue abitudini.